# Грищенко Віталій Миколайович
Грищенко Віталій Миколайович (18.10.1963, с. Мутин Кролевецького району Сумської області) — український орнітолог та природоохоронець.

## Біографія

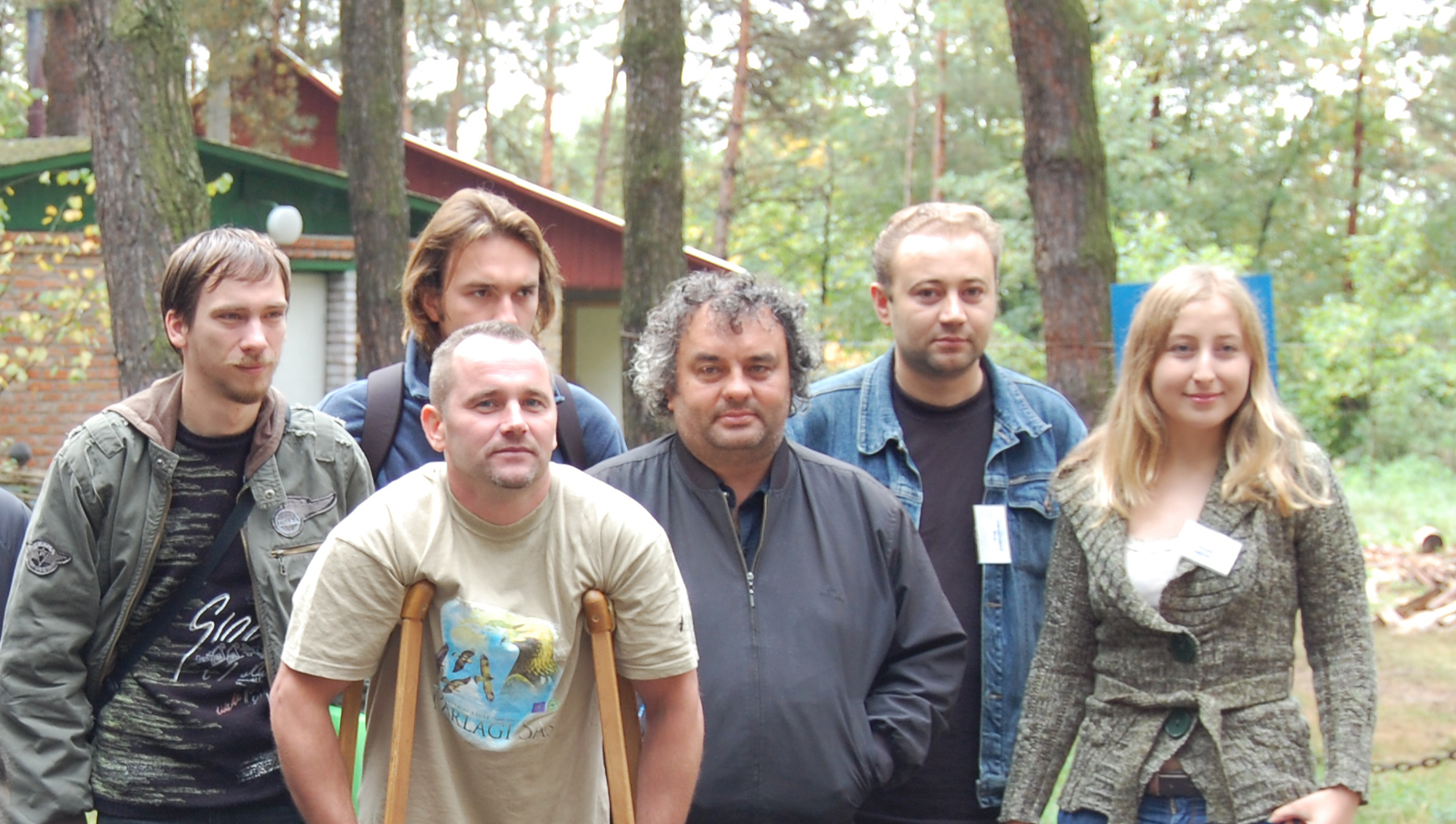
Віталій Грищенко (в центрі) в групі учасників 14 Теріологічної школи (Чорнобиль, 27.09.2007)

Отримав освіту у Київському державному університеті ім. Т. Г. Шевченка, спеціалізувався по кафедрі зоології хребетних, яку закінчив з відзнакою 1985 року.
Трудову діяльність розпочав на кафедрі зоології хребетних КНУ (11.1984—05.1985), після чого вчителював у Пилипівській середній школі Фастівського району Київщини (11.1985—01.1987). З січня 1987 року — старший науковий співробітник Канівського природного заповідника. Кандидатську дисертацію захистив 1994 р. за темою «Фенологічні закономірності осінньої міграції птахів на території України» (спеціальність 03.00.08 — зоологія).
Віталій Грищенко — кандидат біологічних наук, старший науковий співробітник та заступник директора з наукової роботи Канівського природного заповідника, що з близько 2010 року входить до складу Інституту біології Київського національного університету імені Тараса Шевченка.

## Наукові праці
Віталій Грищенко — автор понад 200 наукових праць, у тому числі кількох монографічних видань, навчально-методичних посібників та популярних видань:
- Грищенко В. М. Білий лелека. — Чернівці, 1996. — 127 с.
- Грищенко В. Н. Биотехнические мероприятия по охране редких видов птиц. — Черновцы, 1997. — 143 с.
- Бакалина Л. В., Гончаров М. В., Грищенко В. М. та ін. Канівський природний заповідник. Путівник. — Канів, 1999. — 112 с.
- Грищенко В. М., Дун І. Ф., Мосійчук А. А. та ін. Посібник природоохоронця. — Київ, 2004. — 120 с.
- Грищенко В. М. Чарівний світ білого лелеки. — Чернівці: Золоті литаври, 2005. — 160 с.
- Книш М. П., Грищенко В. М. Розуміючи — оберігай: тваринний світ Сумщини. — Суми: Університетська книга, 2010. — 236 с.
- Андронов В. А., … Грищенко В. Н. … и др. Птицы России и сопредельных регионов. Пеликанообразные, аистообразные, фламингообразные [Архівовано 8 вересня 2013 у Wayback Machine.]. — М.: КМК, 2011. — 602 с.

## Редакторська та видавнича діяльність
Віталій Грищенко є одним із засновників, упорядників та редакторів наукових періодичних видань:
- журнал «Беркут» (видається з 1992 р.) — профіль в гугл-академії [Архівовано 25 березня 2018 у Wayback Machine.]
- журнал «Заповідна справа в Україні» (видавався у 1997—2016 рр.)
- «Авіфауна України» (додаток до журналу «Беркут») — профіль в гугл-академії [Архівовано 13 жовтня 2020 у Wayback Machine.]

## Відзнаки
2009 року отримав відзнаку НАН України — «За професійні здобутки» (25 років трудової діяльності, 1984—2009).

## Індекс Гірша
За персональним профілем в гугл-академії [Архівовано 9 лютого 2015 у Wayback Machine.], сума цитувань — 915, і індекс Гірша складає h = 12 (замір 16.05.2015). За наступний рік він зріс до h = 13, сума цитувань 1133 (замір 22.11.2016), тобто +12 на щомісяця.